# Duupa (langue)
Pour les articles homonymes, voir Duupa.
Le duupa (ou doupa, dupa, nduupa, saa) est une langue de l'Adamaoua parlée au Cameroun dans la Région du Nord, les départements du Faro et de la Bénoué, à l'est de Poli, par la population Duupa.
Le nombre de locuteurs était de 5 000 en 1991.